# Jan Hobé
Jan Hobé (Tiel, 27 januari 1942 - Tiel, 10 juli 2023) was een Nederlands voetbalscheidsrechter die van 1983 tot 1988 in de Eredivisie floot. Vanaf 1994 tot 2006 was hij scout bij FC Utrecht. In 2006 stopte hij met zijn voetbalactiviteiten. Hij was supporter van SV TEC.
Hobé overleed in juli 2023.